# Ястшембе (Опольське воєводство)
Ястшембе (пол. Jastrzębie) — село в Польщі, у гміні Намислув Намисловського повіту Опольського воєводства.
Населення — 622 особи (2011).

## Демографія
Демографічна структура станом на 31 березня 2011 року:
|          | Загалом | Допрацездатний вік | Працездатний вік | Постпрацездатний вік |
| -------- | ------- | ------------------ | ---------------- | -------------------- |
| Чоловіки | 295     | 52                 | 218              | 25                   |
| Жінки    | 327     | 54                 | 196              | 77                   |
| Разом    | 622     | 106                | 414              | 102                  |